# Familia Crood (franciză)

Logo-ul francizei

Franciza Familia Crood creată de DreamWorks Animation este compusă din:

## Filme
- Familia Crood (2013)
- Familia Crood: Vremuri Noi (2020)